# مت کروکز
مت کروکز (انگلیسی: Matt Crooks؛ زادهٔ ۲۰ ژانویهٔ ۱۹۹۴) بازیکن فوتبال اهل بریتانیا است.
از باشگاه‌هایی که در آن بازی کرده‌است می‌توان به باشگاه فوتبال رادکلیف بورو، باشگاه فوتبال هارتل پول یونایتد، باشگاه فوتبال رنجرز، باشگاه فوتبال هالیفاکس تاون، باشگاه فوتبال هادرزفیلد تاون، و باشگاه فوتبال آکرینگتون استنلی اشاره کرد.